# Joaquim Palay i Jaurés
Joaquim Palay i Jaurés (Montevideo, 1855 - El Masnou, 29 de maig de 1928) va ser un industrial, propietari i polític català, nascut a l'Uruguai. Representant del caciquisme, n'és considerat l'introductor a Badalona. Va ser alcalde de la vila entre els anys 1894 i 1895, i, després, entre 1897-1898. Durant la seva segona alcaldia, Badalona va obtenir el títol de ciutat, essent el primer alcalde després d'aquest esdeveniment. Tot i el clima de crispació regnant entre conservadors i liberals, va dur a terme diverses reformes i millores en diferents àmbits.

## Biografia
Fill de Pere Palay i Pons i d'Antònia Jaurés i Catà, matrimoni emigrat a Montevideo, a l'Uruguai. El 1858 es van establir a Badalona, on van fundar una fàbrica de galetes al carrer Dos de Maig, al costat de l'estació de ferrocarril, el 1859. Va ser la primera i única fàbrica de galetes d'Espanya durant quinze anys; funcionava amb maquinària moguda per vapor. Joaquim Palay i el seu germà Emili es van fer càrrec del negoci el 1889, que es va veure afavorit per la forta demanda de les colònies espanyoles a Amèrica. En consqüència de la pèrdua d'aquestes el 1898 va seguir un desplomament de les vendes, mantingudes en un inici pels espanyols residents, però que, finalment, va obligar a tancar la fàbrica, a principi del segle xx, en entrar en competència amb altres del sector.

### Vida política
Pertanyent a un dels dos partits dinàstics, el Partit Conservador; ambdós van ser dominadors del panorama polític de la restauració borbònica. Enfront tenia el Partit Liberal, encapçalat per Pere Renom i Riera. Tanmateix, la situació era anàloga a la resta de l'Estat, caciquisme i frau electoral eren les tòniques locals. Però, a més, a nivell de Badalona, durant la dècada dels noranta, es va accentuar la rivalitat entre ambdues formacions per l'antagonisme entre les figures de Palay i Renom, protagonistes d'enfrontaments polítics aferrissats i fins i tot violents.

### Primera alcaldia
L'1 de gener de 1894 esdevenia alcalde en substitució de Pere Renom i Riera. Les millores en la seva primer alcaldia van ser diverses. La plantació de palmeres a la rambla i de plataners a la riera d'en Folch, la col·locació de quatre rellotges-fanals, un a Canyet i els altres a plaça de la Vila, i dos fanals al campanar de Santa Maria per a guia dels pescadors. Es van obrir els carrers Triomf i Centre; s'alineà el carrer de Mar cantonada amb el de Jesús; s'alineà un tros del de Lladó i es va rebaixar el carrer de Dalt, es van traçar un nou carrer d'onze metres travessant el gorg i es va perllongar el carrer de la Indústria. Es va millorar el camí a Sant Jeroni de la Murtra i es van adobar els carrers i camins de Canyet i es van posar voreres de pedra a diversos carrers com els de Dalt, Quintana, Lleó, Arnús, Sant Isidre i Mar, etc.
Es van inaugurar dos monuments: l'11 de maig de 1895, el monument a Evarist Arnús a la plaça de Vila, amb la presència d'Emili Arnús, fill de l'homenatjat, el capità general Valerià Weyler i altres personalitats. El 15 d'agost de 1894, durant la diada de Festa Major, es va inaugurar un monument a Vicenç de Paül Roca i Pi a la rambla en agraïment a la seva tasca envers els pobres i malalts de la ciutat.
Després d'any i mig a l'alcaldia, va succeir-lo el també conservador Pere Folch i Pujadas, mandat durant el qual no va formar part de l'Ajuntament. Ho tornaria a ser en celebrar-se eleccions municipals el maig de 1897, en què només es va presentar la seva candidatura amb el suport de la premsa conservada i d'importants empresaris locals; la candidatura liberal va tenir un problema burocràtic, la falta d'uns certificats, i va haver de retirar-se. A més, van trobar-se amb la negativa de l'alcalde en funcions Ramon Amat i Comellas, també president del cens electoral i amic personal de Palay.

### Segona alcaldia
Després de les eleccions i abans de la presa de possessió del nou Ajuntament, es va produir la visita del ministre d'Hisenda Juan Navarro Reverter, que va motivar el fet que Badalona obtingués el títol de ciutat. Així, durant la segona alcaldia de Palay, Badalona va adquirir el títol de ciutat atorgat l'1 de juliol de 1897 per la reina regent Maria Cristina d'Àustria per reial decret:
| «                                     | Queriendo dar una prueba de mi Real aprecio a la villa de Badalona, por el aumento de su población y progreso de su industria y comercio; — En nombre de Augusto Hijo el Rey Don Alfonso XIII, y como Reina Regente del Reino. — Vengo en conceder a la expresada villa el título de ciudad. — Dado en Palacio a primero de julio de 1897. — María Cristina. | » |
| — Cuyàs i Tolosa, J. M., 1982, p. 252 | |   |

Es va celebrar la notícia amb un repic de campanes, ornamentant la seu consistorial i es va repartir pa, arròs i carn als pobres de la població, tanmateix, es va nomenar fill adoptiu al ministre d'Hisenda pel seu paper en aquella decisió. Aquell mateix any, Palay va fer construir a la rambla un llac, mal vist pels veïns del carrer, perquè el veien com un focus d'infecció, que podria produir el microbi transmissor del paludisme. A principis d'octubre, va obrir per la força el carrer de Guifré travessant l'antiga plana del Corb o d'en Tàpies.
A l'estiu, el canvi de govern de l'Estat, que va passar als liberals, per l'assassinat d'Antonio Cánovas del Castillo, va significar que el Partit Liberal a Badalona reclamés a Palay un canvi de govern d'acord amb la renovació dels càrrecs polítics, tal com s'estava fent a la resta d'Espanya. Finalment, va dimitir a principi de gener de 1890, substituït pel republicà Joan Torres i Viza.

### Fets de juliol de 1899
El 18 de juny de 1899 es constituïa la Lliga Popular, al capdavant es trobava Palay, aviat va tenir 500 afiliats de totes les classes socials. Els enfrontaments més forts entre conservadors i liberals es produirien, precisament, aquell any, en què Palay es va presentar a unes noves eleccions i en va resultar victoriòs. L'1 de juliol, s'anava a constituir el nou Ajuntament a les nou del matí, essent l'alcalde sortint Pere Renom i Riera. Quan Palay anava a entrar a la Casa Consistorial, un sereno va intentar agredir-lo amb un ganivet gros, que Palay va aconseguir sortejar, i en aquell moment la multitud darrere d'ell va intentar entrar a l'ajuntament i llavors se sentí un tret al vestíbul, seguit d'altres.
En cosa de 5 minuts es van produir tres morts, la gent va fugir en totes direccions i les campanes de Santa Maria van tocar a sometent, les fàbriques van plegar i es va presentar al lloc dels fets la Guàrdia Civil local i la de Barcelona. El governador civil va decidir suspendre el resultat de les eleccions i va nomenar alcalde a Valentí Moragas.
Tant Palay com els altres implicats van ser processats, el 1904. A ell, només se'l va declarar culpable d'exaltar a les masses, però no de reunir-les davant de la seu del consistori, i, per tant, va ser eximit de la resta d'acusacions i, en definitiva, la seva culpabilitat va ser considerar simplement una falta.

### Vida posterior
Després dels fets de 1899, la Lliga Popular, considerant que Palay havia estat un model d'administració durant la seva anterior alcaldia, va iniciar una subscripció per a obsequiar a Palay, víctima innocent de l'atemptat. Tot i haver estat processat, va intentar presentar-se de nou a les eleccions de l'octubre de 1899, però la seva candidatura va ser impugnada pel Ministeri de Governació, que el va inhabilitar com a regidor, perquè es va demostrar que s'havia declarat estranger, per haver nascut a l'Uruguai, per evadir-se del compliment del servei militar.
A més, el desprestigi per a l'Ajuntament va ser enorme, però, amb tot, la tònica va continuar, en tant que va continuar controlat per persones properes a Palay, com Ramon Amat o Joaquim Costa. Palay va ser present en actes protagonitzats per aquests alcaldes, com per exemple a la visita d'Eduardo Dato a Badalona el 5 de maig de 1900. Aquesta, va resultar ser una de les etapes més caòtiques de la història del consistori; tant és així, que el 1905 va tenir una inspecció administrativa, que va acabar amb una nova suspensió de l'Ajuntament i es va nomenar alcalde a Josep Fonollà i Sabater fins a les eleccions de novembre de 1905.
Encara seria escollit regidor a les eleccions municipals de 1909, en què es va presentar en una coalició contranatura amb Baldomero Sanmartín Arnal del Partit Republicà Radical, amb el suport de la Lliga Popular i el Casino Español Democrático, que tot i així va perdre davant de la coalició de la Solidaritat Badalonina. Finalment, va abandonar la vida política el 1910 a causa de la seva sordesa.
Retirat els darrers anys de la seva vida al Masnou, va morir en aquesta localitat el 29 de maig de 1928.